# Tiszrin (Dajr az-Zaur)
Tiszrin (arab. تشرين) – miejscowość w Syrii, w muhafazie Dajr az-Zaur. W 2004 roku liczyła 8749 mieszkańców.